# Neuroanatomia

Rappresentazione schematica dell'anatomia del cervello umano

La neuroanatomia è la branca dell'anatomia che studia l'organizzazione anatomica del sistema nervoso.
Nei vertebrati, l'insieme dei gangli e dei nervi che collegano il cervello al resto del corpo (il sistema nervoso periferico) e la struttura interna del cervello sono estremamente complessi. Per questo lo studio della neuroanatomia è diventato una disciplina distinta, anche se essa rappresenta una specializzazione nell'ambito della neuroscienza.
L'individuazione di strutture e regioni distinte del cervello ha acquistato importanza fondamentale nello studio del funzionamento del cervello. Per esempio, gran parte delle conoscenze acquisite dai neuroscienziati deriva dall'aver osservato come i danni, o "lesioni", di aree specifiche del cervello incidono sul comportamento o altre neurofunzioni.

## Principi dell'organizzazione del cervello
Il cervello umano contiene moltissime cellule nervose o neuroni.
In generale, i neuroni sono costituiti da 4 regioni morfologiche:
1. Corpo cellulare o soma, che contiene il nucleo, e che può essere considerato il centro metabolico del neurone.
2. I dendriti, che ricevono le informazioni dagli altri neuroni.
3. Gli assoni, che portano gli impulsi ai neuroni.
4. I terminali assonici, che formano le sinapsi, e che servono a processi come la comunicazione neuronale.
I neuroni possono essere classificati in multipolari, contenenti un assone e molti dendriti, e unipolari, con un assone e un dendrite.
Ma i neuroni possono essere anche classificati in base al neurotrasmettitore che contengono, come i neuroni dopaminici della sostanza grigia.
In aggiunta ai neuroni, il cervello contiene anche quelle che si chiamano cellule gliali, e che sono dieci volte superiori di numero ai neuroni.
Le cellule gliali hanno varie funzioni, come ad esempio quella di portare nutrimento ai neuroni.
Fonte: Kaplan and Sadock, Comprehensive textbook of psychiatri, 7th edition

## Componenti strutturali
Vediamo ora di descrivere le varie strutture del cervello, attraverso la sua evoluzione.
Nei primi stadi dello sviluppo si possono distinguere tre componenti fondamentali: il proencefalo, il mesencefalo e il romboencefalo.
In seguito, il proencefalo diventerà telencefalo e poi diencefalo.
Il telencefalo da origine alla corteccia cerebrale, alla formazione ippocampale, all'amigdala e ad alcuni componenti dei gangli della base.
Il diencefalo diventa il talamo, l'ipotalamo e altre strutture correlate.
Il mesencefalo dà origine al cosiddetto "cervello di mezzo".
Il rombencefalo dà origine al metencefalo e al mielencefalo.
Fonte: "Kaplan and Sadock, Comprehensive tetxbook of psychiatry".
La corteccia cerebrale è divisa in 4 lobi, frontale, occipitale, temporale e parietale.
Il lobo frontale consiste della regione motoria primaria, della regione premotoria e della regione prefrontale.
Nel lobo parietale anteriore troviamo invece la corteccia somatosensoria primaria, in quello posteriore altre regioni corticali assegnate a funzioni somatosensorie visive.
La parte superiore del lobo temporale contiene la corteccia auditiva primaria e altre regioni auditive, la parte inferiore contiene regioni addette a funzioni visive complesse.
Il lobo occipitale consiste di regioni come la corteccia primaria visiva.